# ماسوريون

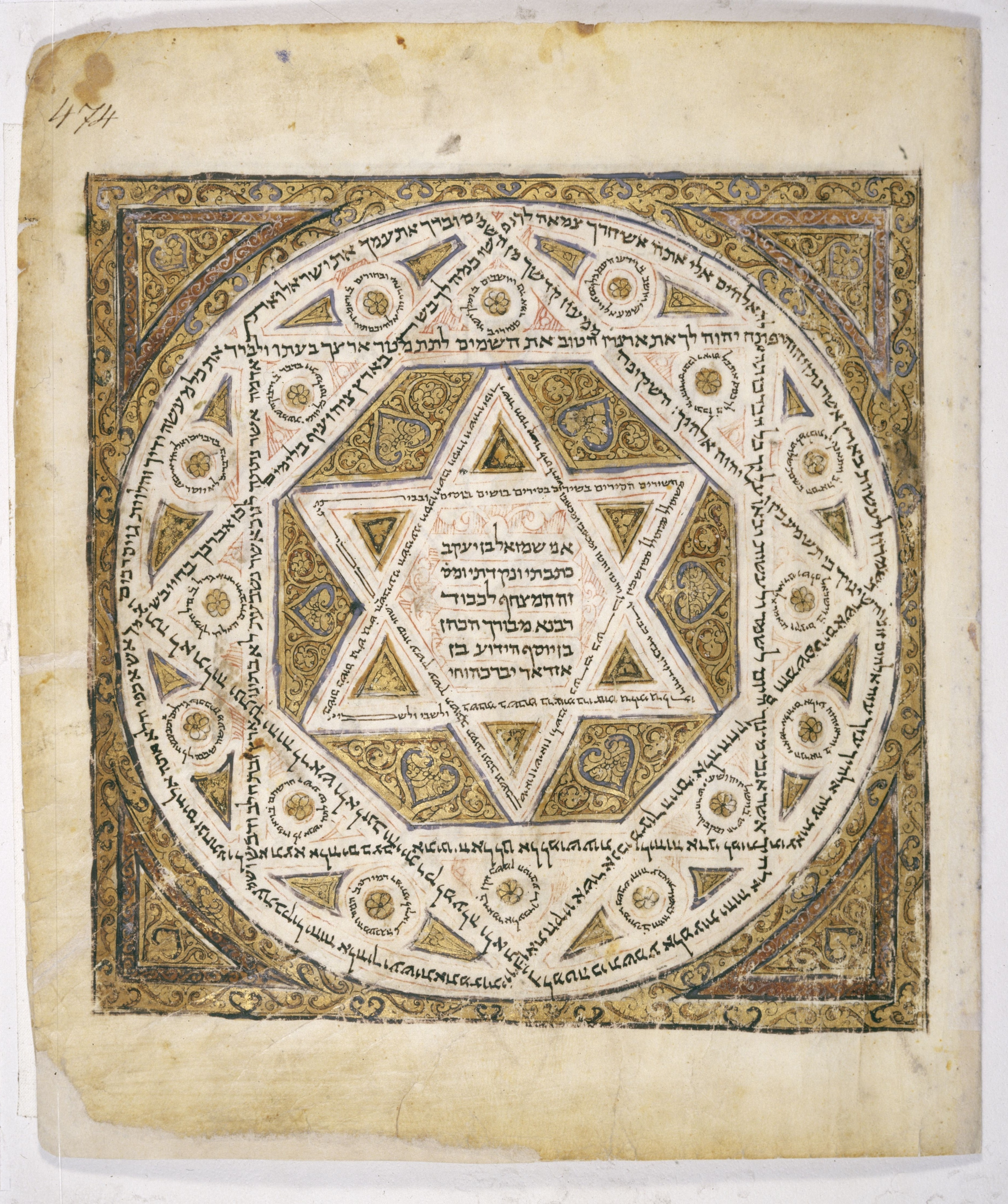
أقدم مخطوطة كاملة للنص الماسوري

الماسوريون أو المسوريون (بالإنجليزية: The Masoretes)‏، (بالعبرية: בַּעֲלֵי הַמָּסוֹרָה)، هم جماعة علماء اليهود الذين يُقال أنَّهم وضعوا نظام كتابة الصوائت لعبريَّة العهد القديم، وبذلك فرقوا بين المكتوب والمقروء، وكان ذلك في القرنين الثامن والتاسع بعد الميلاد. كانوا يتركزون في المقام الأول في المراكز اليهودية في بلاد الشام (مثل طبريا والقدس) وبلاد ما بين النهرين (مثل سورا ونهارديا).

## النص الماسوري
كانت عائلة بن عَشِر من أبرز المساهمين في حفظ وإنتاج النص الماسوري، رغم وجود نسخة بديلة من النص الماسوري تعود لعائلة بن نفتالي، والتي تحتوي على نحو 875 اختلافًا عن نص بن عشِر. وقد فضّل الفقيه الحاخامي موسى بن ميمون نص بن عشِر واعتبره الأفضل، في حين أن العالم اليهودي المصري سعديا الفيومي كان يفضل نظام بن نفتالي. هناك من اقترح أن عائلة بن عشِر وأغلب الماسوريين كانوا من القرائين، إلا أن الباحث جيفري خان يعتقد أن عائلة بن عشِر لم تكن قرائية على الأرجح، ويؤكد آرون دوتان أن هناك "أدلة حاسمة تثبت أن بن عشِر لم يكن قرائيًا."

## لمحة تاريخية
يعتقد البعض أن نصوص التوراة التي نقرأها اليوم هي نفسها تلك التي أعطاها الله لموسى وشعبه إسرائيل. يعتقد العلماء أن كلمة الله وتاريخ الشعب العبري قد نقشا في أذهان بني إسرائيل في جبل سيناء. وعلى مر السنين، حيث تم تناقل التقاليد شفهيًا وتدوينها في النهاية، ظهرت العديد من الفروق في التوراة حيث كتب عدد لا يحصى من الكتبة العديد من المخطوطات. وبعد انفصال مملكة إسرائيل، ومع تزايد انتشار الشتات اليهودي في جميع أنحاء العالم، أدرك العديد من اليهود أهمية إنشاء نص واحد للتوراة. هذا التوحيد سيمكن من اتساق العقيدة اليهودية خارج أرض إسرائيل. تم اختيار العلماء والكتبة المحددين لهذه المهمة، وكان يُطلق على هؤلاء الرجال "الماسوريون".
تشتق كلمة "ماسورة" من كلمة "Tradition" وتعني "التقليد". كان هدفهم النهائي هو التمسك بتقاليد الشعب اليهودي. كان على الماسوريين أن يفكوا شيفرة كلمة الله الحقيقية وأن يقضوا على الفروق. حاول الماسوريون تحقيق الاتساق من خلال القواعد المعمول بها لتوضيح الكلمات وتصحيح الإملاء والقراءة. تمت كتابة لفائف التوراة باستخدام الحروف الساكنة فقط وبدون حروف العلة أو اللكنات. لذلك، أنشأ الماسوريون نظامًا لترديد الرموز ووضع الحروف المتحركة، حتى تفهم الأجيال القادمة النطق الصحيح. وقام الماسوريون بإجراء جميع التغييرات الإملائية أو التغييرات على النص في الهوامش، لأنهم رفضوا تغيير النص الأصلي. أخيرًا، قدمت الماسورة مسافات بيضاء بين الكلمات لتفكيك النص المستمر. كانت هناك مدرستان فكريتان تعملان بإعادة كتابة الكتاب المقدس: المدرسة الشرقية أو البابلية، والمدرسة الغربية أو الفلسطينية. كان للمدرسة الفلسطينية فرعين فكريين: بن أشير وبن نفتالي.
في طبريا في عام 930 م، أنتج هارون بن موسى بن أشير أول كتاب مقدس كامل، يُدعى مخطوطة حلب، مستخدمًا الرموز الماسورية والترتيب. ولعدة قرون، استمر العديد من الماسوريين في التأثير على نطق النص وكتابته. ومع ذلك، فإن أول نص "رسمي" للكتاب المقدس لا يزال مستخدمًا حتى اليوم هو الكتاب المقدس الحاخامي العظيم، الذي نشره دانيال بومبيرج (Daniel Bomberg) المسيحي في البندقية في 1524-1525 م.